# Stamboom Jaime van Bourbon-Parma (1972)
| Grootouders                                                      | Xavier van Bourbon-Parma (1889-1977) x 1927 Marie Madeleine Yvonne de Bourbon-Busset (1898-1984) | Bernhard van Lippe-Biesterfeld (1911-2004) x 1937 Juliana van Oranje-Nassau (1909-2004) |
| Ouders                                                           | Carel Hugo van Bourbon-Parma (1930-2010) x 1964 Irene van Oranje-Nassau (1939)                   | Carel Hugo van Bourbon-Parma (1930-2010) x 1964 Irene van Oranje-Nassau (1939)          |
| Jaime van Bourbon-Parma (1972) x 2013 Viktória Cservenyák (1982) |                                                                                                  |                                                                                         |
| Kinderen                                                         | Zita Clara (2014) Gloria Irene (2016)                                                            | Zita Clara (2014) Gloria Irene (2016)                                                   |